# Mot Hagsätra
Mot Hagsätra från 2008 är det första albumet med den svenska folkmusikduon Marin/Marin (äkta paret Mikael och Mia Marin). Men när skivan spelades in hette Mia fortfarande Gustafsson.

## Låtlista
1. Hjärtklappen (Mikael Marin) – 2:02
2. Åkerbystålet / 20 Bucks (trad / Mikael Marin) – 4:26
3. Varmluft (Mikael Marin) – 2:22
4. Mot Hagsätra (Mikael Marin) – 2:49
5. Gröna visan (Mia Gustafsson) – 4:56
6. Cajunvals (Antti Järvelä) – 2:37
7. Lasses fina (trad) – 2:59
8. Jernberg (trad) – 3:27
9. Mentalvals (Mia Gustafsson) – 2:29
10. Norsk mazurka / Fars polska (Mikael Marin / trad) – 3:10
11. Vals i nypontider (Mia Gustafsson) – 2:35
12. Faster 2 (Mikael Marin) – 3:35
13. Dan Danielsson (trad) – 2:21
14. Noras dopvals (Mia Gustafsson) – 3:08
15. Kung Harts (Mia Gustafsson) – 2:47
16. Tjejvals (Mikael Marin) – 2:41
17. Bättre tider (Mia Gustafsson) – 2:56
18. Serra (trad) – 3:33

## Medverkande
- Mia Gustafsson – fiol
- Mikael Marin – viola